# Mordella pleurosticta
Mordella pleurosticta là một loài bọ cánh cứng trong họ Mordellidae. Loài này được Lucas miêu tả khoa học năm 1859.